# مايك إستابروك
مايك إستابروك (بالإنجليزية: Mike Estabrook)‏ هو حكم كرة قاعدة ‏ أمريكي، ولد في 28 يوليو 1976 في دايتونا بيتش في الولايات المتحدة.